# José Juan Dómine
José Juan y Dómine (Alcaraz, 16 de junio de 1869-Valencia, 11 de octubre de 1931) fue un médico, empresario naviero y político español. Directivo de diferentes empresas, fundó la Compañía Valenciana de Vapores Correos de África que a la postre sería la Compañía Trasmediterránea. Participó en política siendo diputado a Cortes y senador vitalicio por la provincia de Valencia durante la Restauración. Tiene una calle a su nombre en la ciudad de Valencia.

## Biografía
José Juan y Dómine nació en la localidad albaceteña de Alcaraz, el 6 de junio de 1869. Hijo de un registrador de la propiedad, estudió medicina en la Universidad de Valencia especializándose en enfermedades del aparato respiratorio. Ejerció la profesión en Valencia donde, junto a José Chabás Bordehore, dirigió la revista médica La Salud Pública. Revista de Higiene y Tuberculosis y una clínica especializada en enfermedades pulmonares.
Fundó la Compañía Valenciana de Vapores Correos de África, núcleo del que surgiría años después la Compañía Trasmediterránea, que presidió hasta su muerte y que prestó un servicio fundamental durante la campaña de Marruecos y especialmente en el desembarco de Alhucemas, razón por la cual fue condecorado y nombrado gentilhombre de cámara del rey Alfonso XIII. 
En 1935 la naviera botó el buque Dómine, bautizado así en su honor. Participó en proyectos relevantes para el sector naval valenciano entre los que destaca  los Astilleros de Valencia y la de Unión Naval de Levante. Fue también presidente de CAMPSA.

Si la Compañía Trasmediterránea fue la obra más importante de Dómine, la más audaz habría de resultar la de los Astilleros de Valencia y, posteriormente, la de Unión Naval de Levante, empresas que constituyeron el resultado de aquella tertulia diaria en el puerto de El Grao valenciano, con los concurrentes habituales a la misma, compañeros del Consejo, inspectores, y con otro gran valenciano, Ricardo Gómez, laborioso e inteligente industrial, hijo del fundador de Talleres Gómez, que con sus hermanos Francisco y Rafael crearon el esbozo de la factoría.

Dómine fue, además, presidente de CAMPSA, cuya constitución supuso una abierta hostilidad concertada de los trusts internacionales del combustible. Fue la constitución del Monopolio de Petróleos una tarea ingente que puso a prueba la energía y la influencia personal de José Juan Dómine, el cual logró concertar, dentro del país, la suma de intereses que se ofreció al Gobierno por la banca nacional, para hacer viable aquella gran empresa.

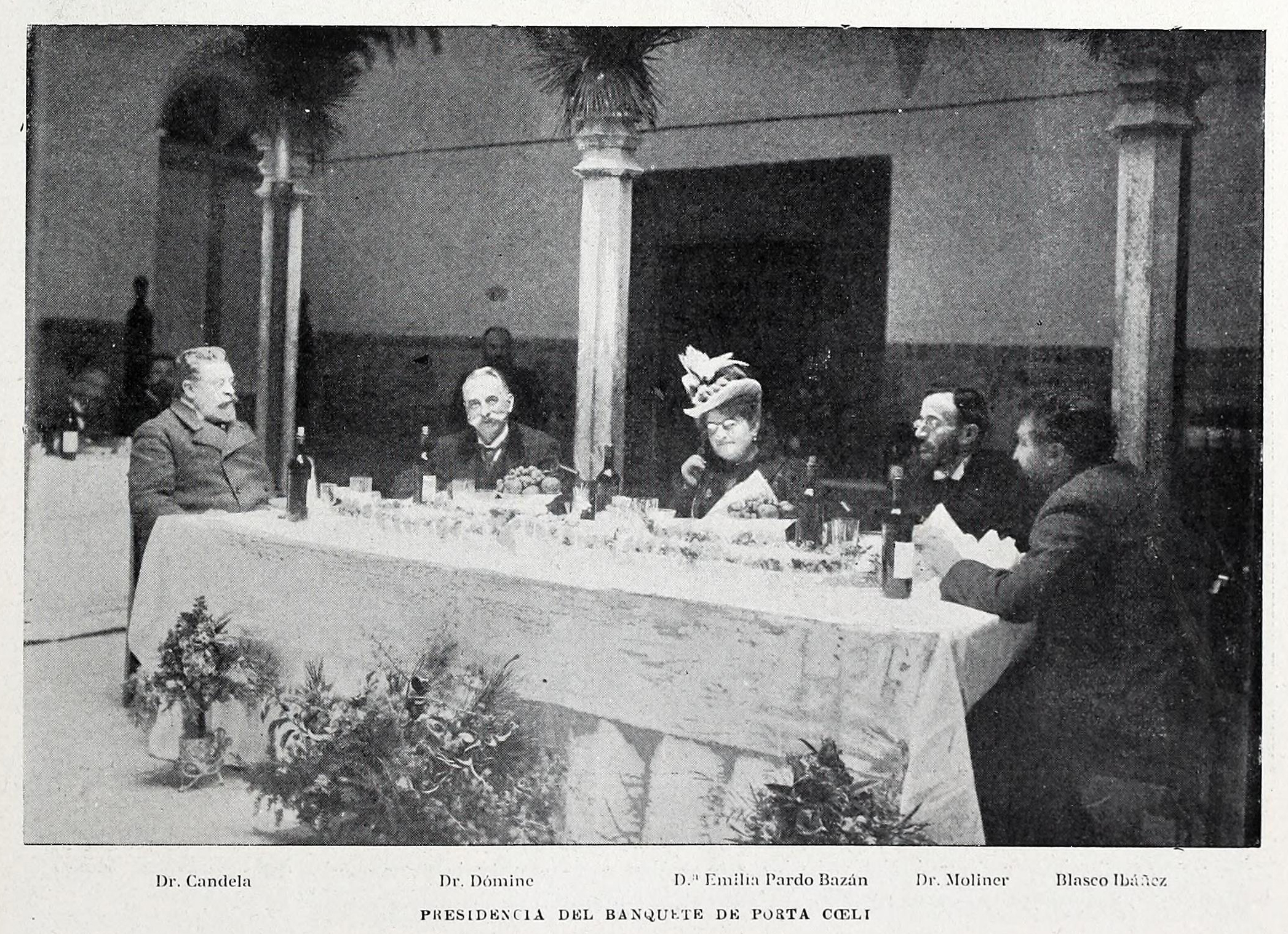
Manuel Candela Plá, José Juan Dómine, Emilia Pardo Bazán, Francisco Moliner Nicolás y Vicente Blasco Ibáñez en un banquete en Valencia.

Tras entablar relación con Eugenio Montero Ríos por haber atendido a su hijo, se afilió, por su mediación, en el Partido Liberal, con el que fue elegido diputado por el distrito de Alcira en las elecciones generales de 1905. Fue fiel a José Canalejas hasta la muerte de este en 1912, y posteriormente al conde de Romanones, resultando elegido senador por la provincia de Valencia en 1910-1911, 1916-1917, 1918-1919, 1919-1920, 1921-1922 y 1923. En 1927, gracias a su amistad con Miguel Primo de Rivera, fue miembro de la Asamblea Nacional Consultiva, presidente del Monopolio de Petróleos y de la Fábrica de Mieres.
Falleció en Valencia el 11 de octubre de 1931.